# Gilbert (abbé de Saint-Étienne de Caen)
Pour les articles homonymes, voir Gilbert.
Gilbert ou Gislebert de Coutances, en latin Gislebertus, est abbé de Saint-Étienne de Caen de 1079 à 1101.

## Biographie
Gilbert ou Gislebert est originaire de Coutances. Il a trois frères : Roger, Guillaume Brito et Tescelin,. Moine à l'abbaye Saint-Étienne de Caen, il en devient abbé en 1079, succédant à Guillaume Bonne-Âme quand ce dernier est promu archevêque de Rouen,.
Le 7 janvier 1080, il apparaît comme juge à la cour du duc de Normandie Guillaume le Conquérant, en compagnie de trois évêques, son prédécesseur à Saint-Étienne de Caen l'archevêque de Rouen Guillaume Bonne-Âme, l'évêque d'Évreux Gilbert et l'évêque de Sées Robert de Ryes, ainsi que deux autres abbés, Anselme du Bec et Durand de Troarn,. Quand l'affaire en question est rejugée à Bonneville en 1093, sous Robert Courteheuse, Gilbert est également présent,.
Entre 1079 et 1083, Guillaume Bonne Âme octroie à l'abbaye Saint-Étienne de Caen une charte d'affranchissement des coutumes épiscopales,. Gilbert conduit la procession de moines qui accueille en septembre 1087 le cercueil de Guillaume le Conquérant pour procéder à son inhumation dans l'abbaye Saint-Étienne de Caen,,. À sa mort, Guillaume le Conquérant donne à l'abbaye Saint-Étienne de Caen les ornements royaux, que son fils Guillaume le Roux récupère en 1096/1098 en passant un accord avec Gilbert, dont l'abbaye, en échange, s'enrichit de biens situés en Angleterre,,. 
En 1089, Gilbert est témoin d'une confirmation du duc de Normandie Robert Courteheuse, en faveur de la cathédrale de Bayeux, et le même duc confirme un échange entre Gilbert et Jarenton, abbé de Saint-Bénigne de Dijon,. En 1091, un échange de propriétés entre Gilbert, en tant qu'abbé, et Guillaume de Tournebu est confirmé par Guillaume le Roux et Robert Courteheuse,,. Avec d'autres abbés, Gilbert est témoin de la lettre par laquelle Guillaume Bonne-Âme accorde l'exemption à l'abbaye du Bec,. 
Le 2 février 1093, Gilbert assiste sur son lit de mort l'évêque de Coutances, Geoffroy de Montbray, en compagnie d'Odon de Conteville, évêque de Bayeux, de Michel, évêque d'Avranches et de Roger, abbé de Lessay,. En 1096, il souscrit l'acte d'échange avec Saint-Bénigne de Dijon attesté par Robert Courteheuse,. Gilbert est cité dans de nombreux actes du cartulaire de l'abbaye Saint-Étienne de Caen.
Le chroniqueur bénédictin Orderic Vital surnomme Gilbert callidus rector (l'abbé intelligent),. Il a pour élève l'écolâtre et théologien Thibaud d'Étampes. Le chanoine de Bayeux Serlon écrit un texte contre Gilbert, où il se moque de sa sévérité envers les moines de l'abbaye et de son gros ventre dû à sa gourmandise,,,.
Gilbert meurt en 1101. L'abbé Robert Ier lui succède,.